# Ынталы (Акмолинская область)
Ынталы́ (каз. Ынталы) — село в Бурабайском районе Акмолинской области Казахстана. Входит в состав Урумкайского сельского округа. Код КАТО — 117061900.

## География
Село расположено в южной части района, на расстоянии примерно 20 километров (по прямой) к югу от административного центра района — города Щучинск, в 7 километрах к юго-востоку от административного центра сельского округа — села Урумкай.
Абсолютная высота — 403 метров над уровнем моря.
Ближайшие населённые пункты: село Красный Кордон — на юге, село Кульстан — на западе, село Урумкай — на северо-западе.

## Население
В 1989 году население села составляло 199 человек (из них казахи — основное население).
В 1999 году население села составляло 199 человек (99 мужчин и 100 женщин). По данным переписи 2009 года, в селе проживали 72 человека (36 мужчин и 36 женщин).
| Численность населения | Численность населения | Численность населения |
| 1989                  | 1999                  | 2009                  |
| --------------------- | --------------------- | --------------------- |
| 199                   | →199                  | ↘72                   |

## Улицы
- ул. Школьная[5]